# Cascandita
La cascandita és un mineral de la classe dels silicats, que pertany al grup de la wol·lastonita. Rep el nom pel calci i l'escandi de la composició química.

## Característiques
La cascandita és un silicat de fórmula química Ca(Sc,Fe3+)(HSi₃O9). Va ser aprovada com a espècie vàlida per l'Associació Mineralògica Internacional l'any 1980, i la primera publicació data del 1982. Cristal·litza en el sistema triclínic. La seva duresa a l'escala de Mohs oscil·la entre 4,5 i 5,5.
Segons la classificació de Nickel-Strunz, la cascandita pertany a «09.DG - Inosilicats amb 3 cadenes senzilles i múltiples periòdiques» juntament amb els següents minerals: bustamita, ferrobustamita, pectolita, serandita, wol·lastonita, wol·lastonita-1A, plombierita, clinotobermorita, riversideïta, tobermorita, foshagita, jennita, paraumbita, umbita, sørensenita, xonotlita, hil·lebrandita, zorita, chivruaïta, haineaultita, epididimita, eudidimita, elpidita, fenaksita, litidionita, manaksita, tinaksita, tokkoïta, senkevichita, canasita, fluorcanasita, miserita, frankamenita, charoïta, yuksporita i eveslogita.
L'exemplar que va servir per a determinar l'espècie, el que es coneix com a material tipus, es troba conservat al Museu municipal d'Història Natural de Milà (Itàlia), amb el número de registre: 23270.

## Formació i jaciments
Va ser descoberta a la pedrera Giacomini, situada a la localitat d'Agrano, al municipi d'Omegna, dins la província de Verbano-Cusio-Ossola (Piemont, Itàlia). També ha estat descrita en altres indrets de la mateixa província, així com al municipi de Drangedal, al comtat de Telemark (Noruega). Aquests indrets són els únics de tot el planeta on ha estat descrita aquesta espècie mineral.